# クマクマずんずん
『クマクマずんずん』は、方倉陽二による日本の漫画。『月刊コロコロコミック』（小学館）において、1983年4月号から1985年1月号にかけて連載された。単行本はてんとう虫コミックスから第1巻が刊行され、巻末に第2巻に続くという記載があったが未刊行となっている。

## あらすじ
熊の子のずんずんと小学生の男の子・能丸勇（イサム）がお互いに協力し合って難事件（珍事件？）を解決していく。

## 登場人物
ずんずん
主人公。オスの熊の子で人語が話せる。第1話でイサムと知り合い、能丸家に居候の身になる。
熊であるだけあって人間離れした怪力の持ち主で、さらには空中を飛ぶこともできるが、知能は今一つで漢字を読むことが出来ない。
頭には長靴をかぶり、長靴を回転させると縫いぐるみのように動かなくなってしまう。イサムとは大の仲良し。

能丸 勇（のうまる いさむ）
能丸家の長男の小学生。久瘤蔵に代わって難事件を解決していく。

能丸 久瘤蔵（のうまる くるぞう）
イサムの父親。能丸探偵事務所・所長。本人は自分のことを名探偵だと思っているが、事件の解決を息子のイサムに任せっきりにすることが多い。

能丸 真知子（のうまる まちこ）
イサムの母親。一日中ジャズダンスを踊っている。

能丸 愛舞魅（のうまる あいまいみー）
イサムの姉。パンクが大好き。

## 書誌情報
- 方倉陽二『クマクマずんずん』小学館〈てんとう虫コミックス〉、既刊1巻（1984年12月現在）
  1. 1984年12月初版発行[3]、ISBN 4-09-140791-9